# Eric Snoeck
Eric Snoeck (Gemmenich, 1973) is een politieman en voormalig Belgische rijkswachter. Hij is de directeur-generaal van de Algemene Directie van de Gerechtelijke Politie en is aangewezen om de functie van commissaris-generaal ad interim van de Belgische federale politie te vervullen vanaf 15 juni 2023. Deze aanstelling volgt op de beslissing van de toenmalige commissaris-generaal Marc De Mesmaeker om zijn mandaat in december 2022 niet te verlengen.
Van 1985 tot 1991 studeerde Snoeck aan het Collège Notre-Dame te Gemmenich. In 1995 behaalde hij een Licentiaat in de Geografie aan de Université de Liège. In 2005 studeerde hij bijkomend af als Executive Master in Public management aan de Solvay Business School. Snoeck is vijftalig: Duits, Platdiets, Frans, Nederlands en Engels. Als geograaf werkte hij bij SEGEFA (1995 - 1997) en was ook vice-secretaris van de Société Géographique de Liége van 1997 tot 1998. Voor de Federale Politie leidde Snoeck tussen 2001 en 2006 onder andere de Föderale Kriminalpolizei te Eupen.